# Моніка Маковей
Моніка Луїза Маковей (рум. Monica Luisa Macovei; нар. 4 лютого 1959, Бухарест) — румунський політик і юрист, міністр юстиції Румунії з 2004 до 2007, член Європейського парламенту з 2009.

## Біографія
У 1982 році закінчила юридичний факультет Бухарестського університету. У 1994 році закінчила Центрально-Європейський університет. Вона працювала викладачем у цих університетах, спеціалізуються у порівняльному конституційному праві. У 1993–1997 вона працювала прокурором, потім до 2004 вела юридичну практику в столиці.
Також бере активну участь у громадських організаціях. З 1999 по 2004 очолювала Асоціацію із захисту прав людини — Гельсінський комітет в Румунії (APADOR-CH). У 1999 році був одним із засновників румунської філії Transparency International. У 2002–2004 роках вона працювала експертом для Ради Європи.